# Lista de parlamentares britânicos assassinados

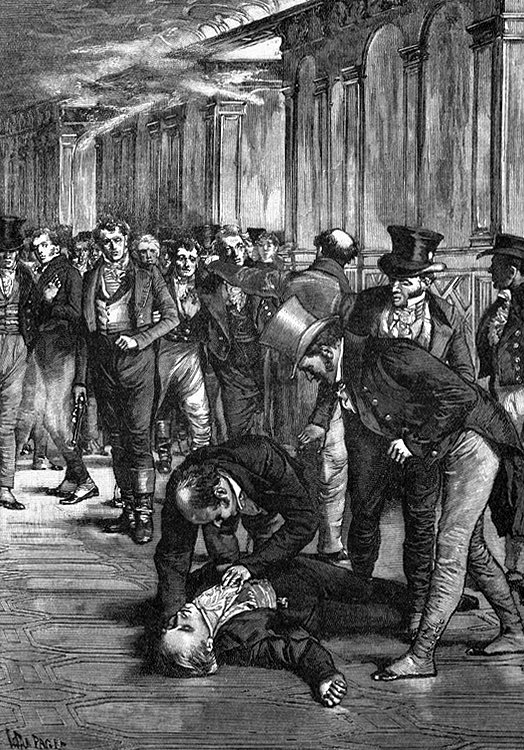
Assassinato de Spencer Perceval em 1812. Perceval é o único primeiro-ministro britânico a ser assassinado.

Esta é uma lista de membros efetivos da Câmara dos Comuns do Reino Unido (Membros do Parlamento) que foram assassinados.
Spencer Perceval é o único Primeiro-ministro do Reino Unido assassinado, baleado em 11 de maio de 1812 por John Bellingham, um comerciante que culpava o governo por sua dívida. De 1882 a 1990, seis parlamentares foram assassinados por militantes republicanos irlandeses. O assassinato de Jo Cox em 16 de junho de 2016 foi cometido por um supremacista branco. Cox foi a primeira mulher e primeira parlamentar trabalhista a ser assassinada. O último incidente, o assassinato de David Amess em 15 de outubro de 2021, está atualmente sob investigação de contraterrorismo.

## Lista
| Data                   | Vítima               | Partido             | Distrito eleitoral                | Assassino(s)                                                                  | Causa                                | Notas |
| ---------------------- | -------------------- | ------------------- | --------------------------------- | ----------------------------------------------------------------------------- | ------------------------------------ | --- |
| 11 de maio de 1812     | Spencer Perceval     | Tory                | Northampton                       | John Bellingham                                                               | Dívida pessoal                       | O único Primeiro-ministro do Reino Unido em serviço a ser assassinado, morto a tiros no saguão da Câmara dos Comuns. |
| 6 de maio de 1882      | Frederick Cavendish  | Liberal             | Northern West Riding of Yorkshire | James Carey e outros (membros dos Irish National Invincibles)                 | Força física republicanismo irlandês | O novo Secretário-chefe para a Irlanda havia chegado naquele dia em Dublin e caminhava no Phoenix Park, do Chief Secretary's Lodge ao Vice-Regal Lodge, com Thomas Henry Burke, o Subsecretário para a Irlanda, quando ambos foram esfaqueados até a morte. |
| 22 de junho de 1922    | Sir Henry Wilson     | Unionista do Ulster | North Down                        | Reginald Dunne e Joseph O'Sullivan (membros do Exército Republicano Irlandês) | Força física republicanismo irlandês | Ex-marechal de campo e Chefe do Estado-Maior Geral Imperial do Exército Britânico durante a Primeira Guerra Mundial e conselheiro do governo da Irlanda do Norte. Tiro fora de sua casa em Eaton Square, Londres.                                           |
| 30 de março de 1979    | Airey Neave          | Conservador         | Abingdon                          | Membros do Exército Irlandês de Libertação Nacional                           | Força física republicanismo irlandês | Secretário de Estado Sombra para a Irlanda do Norte; morto em um carro-bomba fora do Palácio de Westminster. |
| 14 de novembro de 1981 | Rev. Robert Bradford | Unionista do Ulster | Belfast South                     | Membros do IRA Provisório                                                     | Força física republicanismo irlandês | Tiro em um encontro de eleitores em Finaghy, Belfast. |
| 12 de outubro de 1984  | Sir Anthony Berry    | Conservador         | Enfield Southgate                 | Patrick Magee do IRA Provisório                                               | Força física republicanismo irlandês | Morto no atentado do Grand Brighton Hotel durante a Conferência do Partido Conservador. |
| 30 de julho de 1990    | Ian Gow              | Conservador         | Eastbourne                        | Membros do IRA Provisório                                                     | Força física republicanismo irlandês | Morto por um carro-bomba perto de sua casa em East Sussex. |
| 16 de junho de 2016    | Jo Cox               | Trabalhista         | Batley and Spen                   | Thomas Mair                                                                   | Supremacia branca neonazista         | Tiro e esfaqueamento antes de um encontro com eleitores em Birstall, West Yorkshire. |
| 15 de outubro de 2021  | Sir David Amess      | Conservador         | Southend West                     | Em investigação                                                               | Em investigação                      | Esfaqueado várias vezes após chegar a um encontro de eleitores em Leigh-on-Sea, Essex. |